# Fuerza Marítima Europea

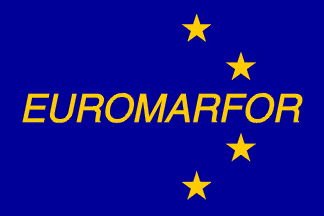

La Fuerza Marítima Europea (EUROMARFOR o EMF) es una fuerza marítima multinacional de varias armadas europeas, capaz de realizar operaciones navales, aéreas y anfibias, su composición depende de la misión encomendada.
EUROMARFOR nació en 1995 cuando Francia, Italia, Portugal y España acordaron la creación de una Fuerza capaz de acometer las diferentes misiones definidas en la Declaración de Petersberg, a saber: control del mar, misiones humanitarias, operaciones de mantenimiento de la paz, operaciones de respuesta ante crisis (despliegues preventivos, patrulla marítima, limpieza de minas, etc) y operaciones de imposición de la paz.
Ofrecida prioritariamente a la Unión Europea (la fuerza está incluida en el Catálogo de Fuerzas de la UE con un esfuerzo mínimo de un Grupo operativo con la capacidad de desplegar un Cuartel General Marítimo asumiendo funciones de Maritime Component Command (MCC)), EUROMARFOR puede ser desplegada tanto dentro de operaciones OTAN, actuando como parte del pilar europeo de la OTAN, como bajo el mandato de otras organizaciones internacionales, como Naciones Unidas, la OSCE o cualquier otra coalición multinacional.

Coat of arms

## Organización

Los país miembros de la Fuerza Marítima Europea.

La estructura y cadena de mando de EMF reflejan su carácter no-permanente.
El Comité Interministerial de Alto Nivel (CIMIN) es el organismo que lidera EUROMARFOR en el nivel político-militar, el más alto en la organización. Es auxiliado por el Grupo de Trabajo Político-Militar (POLMIL WG, son las siglas en inglés). El CIMIN garantiza en el plano político-militar las posturas de las naciones participantes, establece las condiciones para el empleo de la fuerza y promulga las directivas al Comandante de la Fuerza Marítima Europea (COMEUROMARFOR). 
Dependiendo del POLMIL WG, y entre otros subgrupos de trabajo, está el Subgrupo de Trabajo de la EUROMARFOR (EMF SWG, son las siglas en inglés), compuesto por representantes de los Estados Mayores de las diferentes Marinas de los países participantes. Este EMF SWG asesora al POLMIL WG en cuestiones específicamente navales y expresa las posturas de los Estados Mayores de las Marinas sobre temas de su competencia como son los procedimientos operativos o los aspectos orgánicos. 
El Comandante Operativo de la Fuerza es el COMEUROMARFOR (CEMF), nombrado de manera rotatoria cada dos años entre las siguientes Autoridades Navales de los 4 países: 
Commandant de la Force d’Action Navale (ALFAN) por Francia;
Comandante in Capo della Squadra Navale (CINCNAV) por Italia;
Comandante Naval (COMNAV) por Portugal;
Almirante de la Flota (ALFLOT) por España.
El Cuartel General Operacional (OHQ, son las siglas en inglés), del que cada CEMF dispone para acometer las responsabilidades asignadas, es el Cuartel General Operacional de la Autoridad Naval correspondiente con el apoyo de la Célula Permanente de EUROMARFOR (EMFPC, son las siglas en inglés).
La Célula Permanente está formada por un Director (Capitán de Navío) de la misma nacionalidad que el CEMF, por 4 oficiales Representantes Nacionales de Francia, Italia, Portugal y España, por 2  oficiales en calidad de Observadores de Grecia y Turquía, y por una secretaría en apoyo. 
Cuando la Fuerza se activa, hay tres niveles de mando:
- Comité Interministerial de Alto Nivel (CIMIN) –compuesto por los jefes de Estado Mayor de la Defensa y por los Directores Políticos de los Ministerios de Asuntos Exteriores de los cuatro países miembros- en el nivel político-militar;
- El Comandante de la EUROMARFOR (COMEUROMARFOR - CEMF) en el nivel operacional. 
- El Comandante del Grupo Operativo de la EUROMARFOR (COMGRUEUROMARFOR) en el nivel táctico, subordinado al COMEUROMARFOR.
El COMGRUEUROMARFOR es nombrado por el CIMIN, una vez se produce la activación de la Fuerza.

## Activación de la EUROMARFOR
La EUROMARFOR es una fuerza marítima multinacional no permanente, que, aunque constituida por cuatro países, está abierta a la participación de otros países de la Unión Europea.
Dependiendo de la naturaleza de la misión, las dimensiones de la fuerza pueden variar desde un pequeño Grupo Operativo, compuesto por unos pocos barcos, hasta una Fuerza Operativa compuesta de portaviones, escoltas y buques de apoyo. Para cada misión la composición y organización de la fuerza se establece de común acuerdo entre las naciones participantes. Además, la fuerza puede incorporar unidades de países no-EUROMARFOR, sea para adiestramiento o para participar en operaciones.
La EUROMARFOR es una fuerza de respuesta, a la medida de la misión, que puede activarse en 5 días desde que se recibe la orden de activación.

## Historia
Los orígenes de la EUROMARFOR se remontan a junio de 1992, cuando los Ministros de Asuntos Exteriores de los países de la Unión Europea firmaron la Declaración de Petersberg.
Tras un periodo de consultas que empezó en 1993, Francia, Italia, España y Portugal demostraron su voluntad de asumir las misiones encomendadas mediante la firma, el 15 de mayo de 1995, de la Declaración de Lisboa, que constituye formalmente la creación de las EUROFORCES (en su vertiente marítima la EUROMARFOR y en la terrestre la EUROFOR).
Tras su creación en 1995, la EMF creció rápidamente convirtiéndose en una iniciativa con éxito. 
En 2001 oficiales de Grecia y Turquía se unieron a la Célula Permanente de EUROMARFOR como observadores, mostrando ambos países el compromiso para llegar a ser miembros permanentes de la EMF.
Los periodos en la mar para operaciones o ejercicios se han ido incrementando año tras año, junto con la participación en varias misiones relevantes (a pesar de ser una organización relativamente joven) incluyendo el despliegue en tres operaciones reales. 
La primera fue la Operación Coherent Behaviour en el Mediterráneo oriental. Esta Operación, la primera operación enteramente EMF en su historia, se realizó bajo mandato de los 4 países EUROMARFOR. En la Operación Coherent Behaviour la EMF trabajó en estrecha colaboración con las autoridades OTAN, en la misma área que la Operación Active Endeavour y con el mismo propósito (obtención de inteligencia, vigilancia y reconocimiento) desde octubre a noviembre de 2002. 
Al finalizar esta primera Operación, la EMF aceptó un nuevo reto y la fuerza se empleó en otra Operación en apoyo a la Coalición Internacional que en el Océano Índico tomaba parte en la Operación Enduring Freedom. Bajo el sobrenombre de Operación Resolute Behaviour la EMF participó en la citada Operación Enduring Freedom desde enero de 2003 hasta diciembre de 2005, asumiendo el mando de la Operación en periodos alternos durante un año en total. Esta misión por su duración y localización ha sido un importante esfuerzo y una muestra del compromiso de los países de EMF con la comunidad internacional en la lucha global contra el terrorismo. Al mismo tiempo, esta Operación ha sido el paso definitivo para conseguir la necesaria visibilidad para la EMF y para demostrar sus capacidades para operar y mandar agrupaciones en cualquier lugar del mundo.
Durante este periodo inicial, no solo a través de las Operaciones sino mediante un exigente calendario de ejercicios, de EMF Tours (para mostrar la bandera EMF y realizar ejercicios con las marinas de otros países) y de Ejercicios de Cooperación con los países del Mediterráneo, tanto la visibilidad como el reconocimiento internacional de la EMF aumentaron significativamente.
La EUROMARFOR ha desplegado bajo el paraguas de Naciones Unidas liderando (como CTF 448) la Fuerza Marítima Operativa (MTF, son las siglas en inglés) en UNIFIL durante un año, entre marzo de 2008 y febrero de 2009. Este despliegue en una Operación ha mostrado de nuevo la flexibilidad y capacidad de la EMF para actuar bajo la tutela de diferentes organizaciones internacionales. Se puede considerar un despliegue histórico al ser la primera operación con componente naval liderada por Naciones Unidas y también por ser el primer despliegue de EMF bajo el paraguas de Naciones Unidas.
Últimamente, desde el 6 de diciembre de 2011, la EUROMARFOR ha desplegado bajo el paraguas de Unión Europea liderando la Fuerza Marítima Operativa en la Operación Atalanta.
Desde su creación, EUROMARFOR se ha activado durante 54 meses para operaciones (hasta diciembre de 2012).

## EUROMARFOR hitos
| 19 de junio de 1992                                             | Declaración de Petersberg. Se establece el concepto de fuerzas de respuesta de la Europa Occidental.                                                                                    |
| 7 de septiembre de 1992                                         | Los Ministros de Defensa de Francia, Italia y España desarrollan el concepto de una Fuerza Marítima Europea pre-estructurada.                                                           |
| 15 de mayo de 1995                                              | Los Ministros de Defensa y Asuntos Exteriores de Francia, Italia, Portugal y España firman en Lisboa el Acta Fundacional de dos estructuras de fuerzas europeas (EUROMARFOR y EUROFOR). |
| 2 de octubre de 1995                                            | Se nombra al Almirante Español ACEDO MANTEOLA primer Comandante de la EUROMARFOR. |
| 23 de abril de 1996                                             | Primera activación de la EUROMARFOR para participar en el ejercicio EOLO ’96. |
| 1 de octubre de 2002 - 30 de noviembre de 2002 (total: 2 meses) | Primera activación de la EUROMARFOR para Operaciones. Operación “Coherent Behaviour” (en el Mediterráneo oriental).                                                                     |
| 14 de enero de 2003 - 12 de diciembre de 2005 (total: 28 meses) | Segunda activación de la EUROMARFOR para Operaciones. Operación “Resolute Behaviour” (en el Océano Índico).                                                                             |
| 26 – 30 de noviembre de 2007                                    | Activación de la EUROMARFOR para MULTICOOPERATIVE Exercise 2007 con Argelia |
| 29 de febrero de 2008 - 28 de febrero de 2009 (total: 12 meses) | Tercera activación de la EUROMARFOR para Operaciones, primera bajo mando de Naciones Unidas. Operación “Impartial Behaviour” (Mediterráneo oriental y costa Líbano).                    |
| 6 de diciembre de 2011 - 2016                                   | Cuarta activación de la EUROMARFOR para Operaciones. Operación “Atalanta” (en el Océano Índico).                                                                                        |

## COMEUROMARFOR
| 2 de octubre de 1995     | Almirante MANUEL ACEDO MANTEOLA (SP)              |
| 7 de octubre de 1996     | Vice-Amiral d’Escadre PHILIPPE DURTESTE (FR)      |
| 22 de octubre de 1997    | Ammiraglio di Squadra UMBERTO GUARNIERI (IT)      |
| 14 de febrero de 1998    | Ammiraglio di Squadra PAOLO GIARDINI (IT)         |
| 9 de octubre de 1998     | Vicealmirante REIS RODRIGUES (PT)                 |
| 14 de octubre de 1999    | Almirante FRANCISCO RAPALLO COMENDADOR (SP)       |
| 14 de septiembre de 2001 | Ammiraglio di Squadra QUINTO GRAMELLINI (IT)      |
| 16 de septiembre de 2003 | Vice-Amiral d’Escadre ALAIN DUMONTET (FR)         |
| 20 de septiembre de 2005 | Almirante ANGEL TELLO VALERO (SP)                 |
| 31 de agosto de 2006     | Almirante FERNANDO ARMADA VADILLO (SP)            |
| 17 de septiembre de 2007 | Ammiraglio di Squadra GIUSEPPE LERTORA (IT)       |
| 29 de abril de 2009      | Ammiraglio di Squadra LUIGI BINELLI MANTELLI (IT) |
| 15 de septiembre de 2009 | Vicealmirante JOSÉ SALDANHA LOPES (PT)            |
| 28 de noviembre de 2010  | Vicealmirante JOSÉ MONTEIRO MONTENEGRO (PT)       |
| 15 de septiembre de 2011 | Vice-Amiral d’Escadre XAVIER MAGNE (FR)           |